# Арльт, Карл Фердинанд фон
Карл Фердинанд фон Арльт (нем. Carl Ferdinand von Arlt; 18 апреля 1812, Горни-Крупка — 7 марта 1887, Вена) — австрийский медик, хирург и врач-офтальмолог.

## Биография
Карл Фердинанд фон Арльт родился 18 апреля 1812 года в Оберграупене (ныне Крупка), недалеко от города Теплице.
Получил начальное образование в гимназии в городе Лейтмерице, затем изучал медицину в Праге.
С 1840 по 1842 год Арльт служил ассистентом в глазной клинике, затем был врачом в Праге, пока не был приглашён в 1846 году доцентом по глазным болезням в Пражский университет и уже в 1849 году получил в нём звание профессора. Осенью 1856 года Фердинанд фон Арльт перешёл на такое же место в Венский университет.
Европейская слава фон Арльта, как глазного врача, основывается на его главном труде Die Krankheiten des Auges für Aerzte geschildert (3 тома, Прага, 1851—56, много раз вновь изданное). В первом томе говорится о болезнях связок и роговой оболочки, во втором — о болезнях твердой и радужной оболочки и кристаллика, а в третьем — о болезнях самого глаза, сетчатой оболочки, глазных мускулов, век, слёзных органов.
Кроме популярного сочинения Die Pflege der Augen im gesunden und kranken Zustande (Прага, 1846 г., 3 изд., 1865), были также изданы: Ueber die Verletzungen des Auges und deren gerichtsärztliche Würdigung (Вена, 1875 г.); Ueber die Ursachen und die Entstehung der Kurzsichtigkeit (Вена, 1876); Klinische Darstellung der Krankheiten des Auges (Вена, 1881), далее его статьи в пражском Mediz. Viertejahrsschrift и в издававшемся им вместе с Франциском Дондерсом и Альбрехтом фон Грефе «Archiv für Ophthalmologie» (с 1854 года в Берлине) и отрывок «Operationslehre» в издаваемом Альфр. Грефе и Семишем «Handbuch der gesammten Augenheilkunde» (Лейпциг, 1874).
Карл Фердинанд фон Арльт умер 7 марта 1887 года в Вене.